# Grevillea humilis
Grevillea humilis är en tvåhjärtbladig växtart. Grevillea humilis ingår i släktet Grevillea och familjen Proteaceae.

## Underarter
Arten delas in i följande underarter:
- G. h. humilis
- G. h. lucens
- G. h. maritima